# 豊北町
豊北町（ほうほくちょう）は、山口県にかつてあった町。豊浦郡に含まれていた。
2005年、豊浦郡が下関市と合併したことにより下関市となり、下関市豊北町となった。

## 歴史
一時、原子力発電所設置計画が盛り上がったが、住民の大反発により計画は中止され、計画は瀬戸内側の上関町へ移された。
平成の大合併により、下関市と豊浦郡（豊北町・豊浦町・豊田町・菊川町）を合併し、下関市となる法定協議会が開かれ、2005年2月13日に、新市として発足した。

### 沿革
- 1955年（昭和30年）4月1日 - 神玉村・角島村・神田村・阿川村・粟野村・滝部村・田耕村および宇賀村の一部（大字北宇賀）が合併して豊北町が発足。
- 2005年（平成17年）2月13日 - 下関市・菊川町・豊田町・豊浦町と合併し、改めて下関市が発足。同日豊北町廃止。同市豊北町となる。

## 産業
主な産業は第1次産業だが、一方で北長門海岸国定公園に指定された観光地でもある。

### 漁業
- 阿川漁港
- 島戸漁港
- 肥中漁港
- 特牛漁港
- 和久漁港
- 矢玉漁港
- 二見漁港
- 角島漁港

## 交通
鉄道
- 山陰本線 - 長門粟野駅 - 阿川駅 - 特牛駅 - 滝部駅 - 長門二見駅

道路
- 一般国道
  - 国道191号
  - 国道435号
- 主要地方道
  - 山口県道39号粟野二見線
- 一般県道
  - 山口県道269号豊田粟野港線
  - 山口県道270号田耕湯玉停車場線
  - 山口県道275号島戸港線
  - 山口県道276号角島神田線

バス
- ブルーライン交通

## 観光
角島や土井が浜などがある。角島には1876年（明治9年）以来の歴史を誇り、第1等灯台に指定されている角島燈台がある。また島へ架かる角島大橋（全長1,780m）は、完成当初は、通行料金が無料の離島架橋としては日本最長であった。現在は沖縄県の古宇利大橋（全長1,960m）が最長。 道の駅北浦街道 豊北がある。
壁島の鵜渡来地は、国定天然記念物に指定されている。
附野薬師 東山寺は航海の安全、眼病治癒、安産などの霊仏である。

## 出身有名人
- 池永正明（神玉）：元西鉄ライオンズ投手
- SION（粟野）：シンガーソングライター
- 田上菊舎（田耕）：江戸時代の女流歌人
- 中山太一（滝部）：中山太陽堂（現在のクラブ化粧品グループ）初代社長
- 秋枝三郎（阿川）：帝国海軍軍人
- 山本正已：元富士通代表取締役社長、元電子情報技術産業協会会長
- 佐々部清：映画監督
- 塩田丸男：評論家
- 梅田恵子：アナウンサー
- 木村晴美：手話通訳・キャスター
- 藤田隆治：日本画家